# Flaszowiec
Flaszowiec (Annona L.) – rodzaj roślin z rodziny flaszowcowatych (Annonaceae). Według The Plant List w obrębie tego rodzaju znajduje się 166 gatunków o nazwach zweryfikowanych i zaakceptowanych, podczas gdy kolejne 32 taksony mają status gatunków niepewnych (niezweryfikowanych). Występuje naturalnie w klimacie równikowym obu Ameryk. Większość z nich rodzi jadalne owoce. Gatunkiem typowym jest Annona muricata L.

## Systematyka

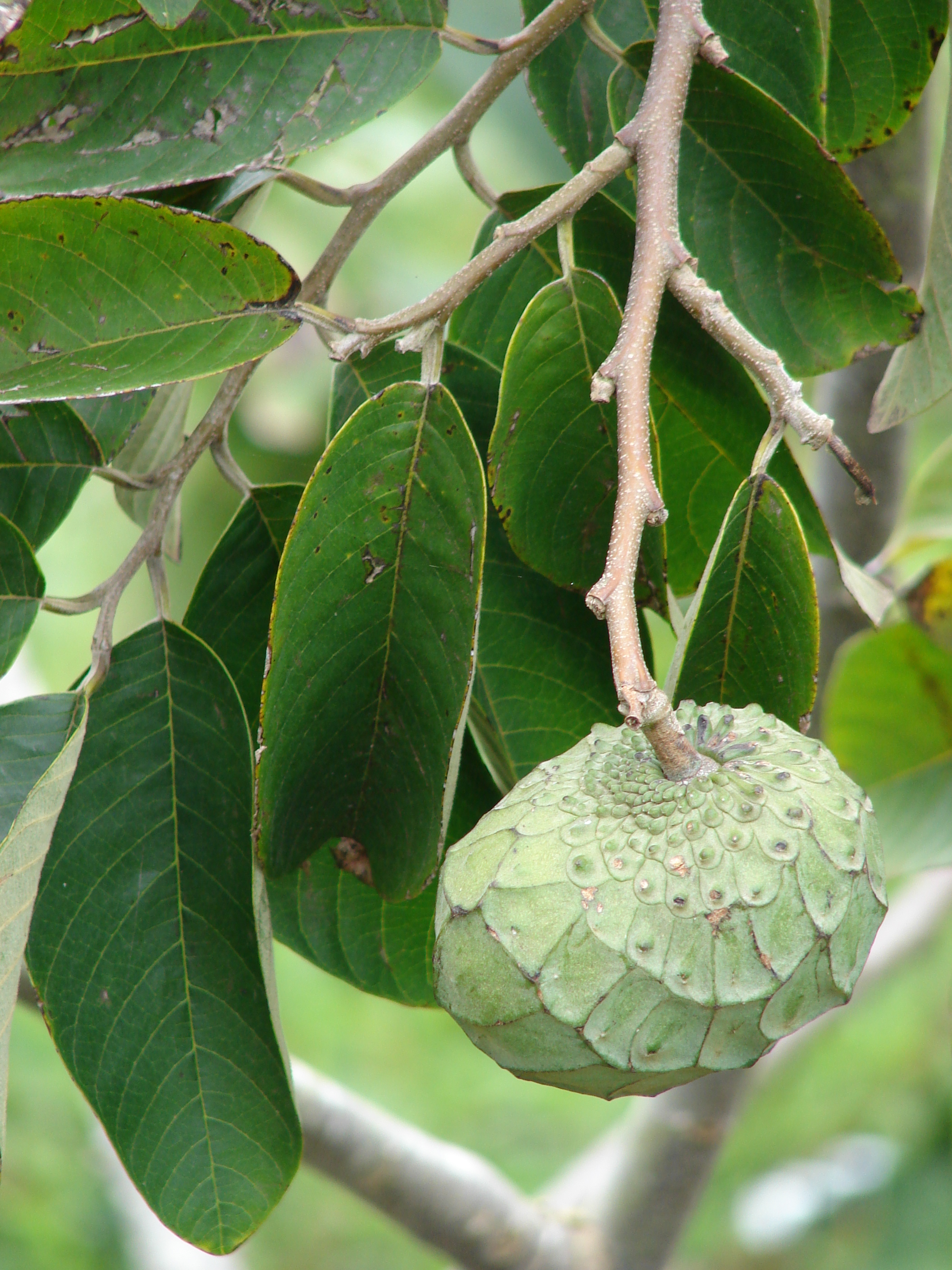
flaszowiec peruwiański (Annona cherimola)

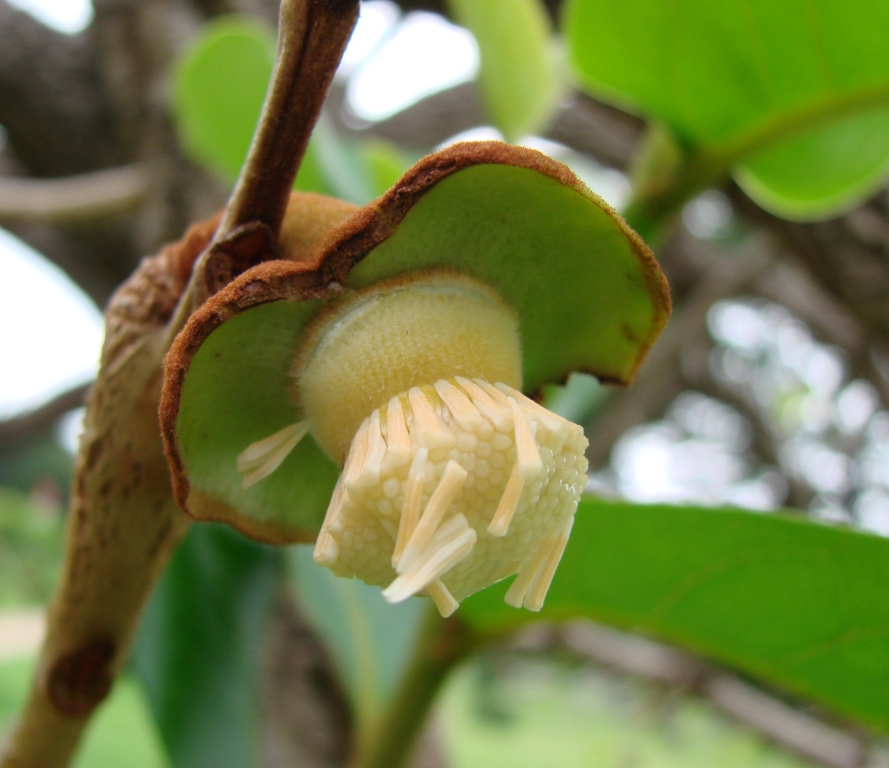
Kwiat gatunku Annona crassiflora

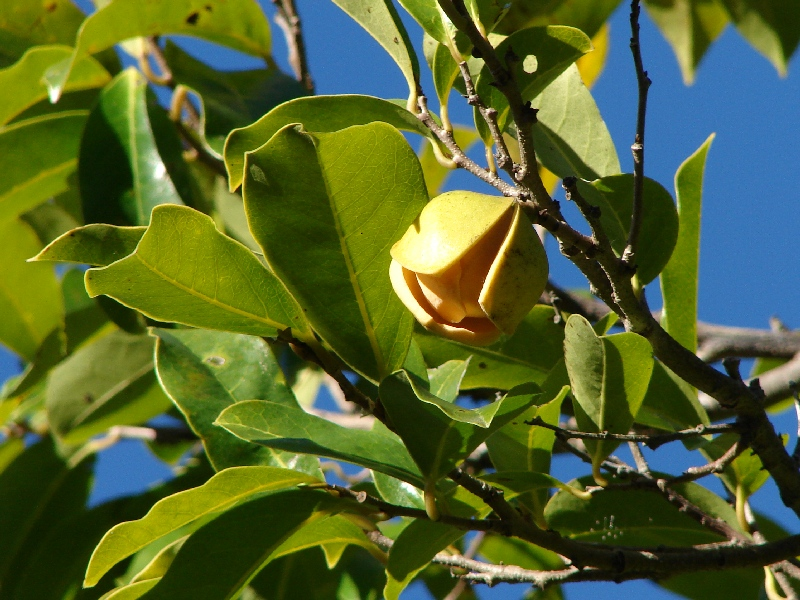
flaszowiec górski (Annona montana)

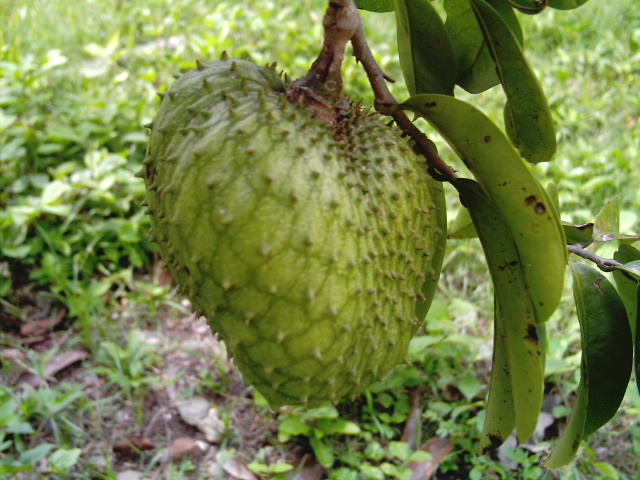
Owoc flaszowca miękkociernistego (Annona muricata)

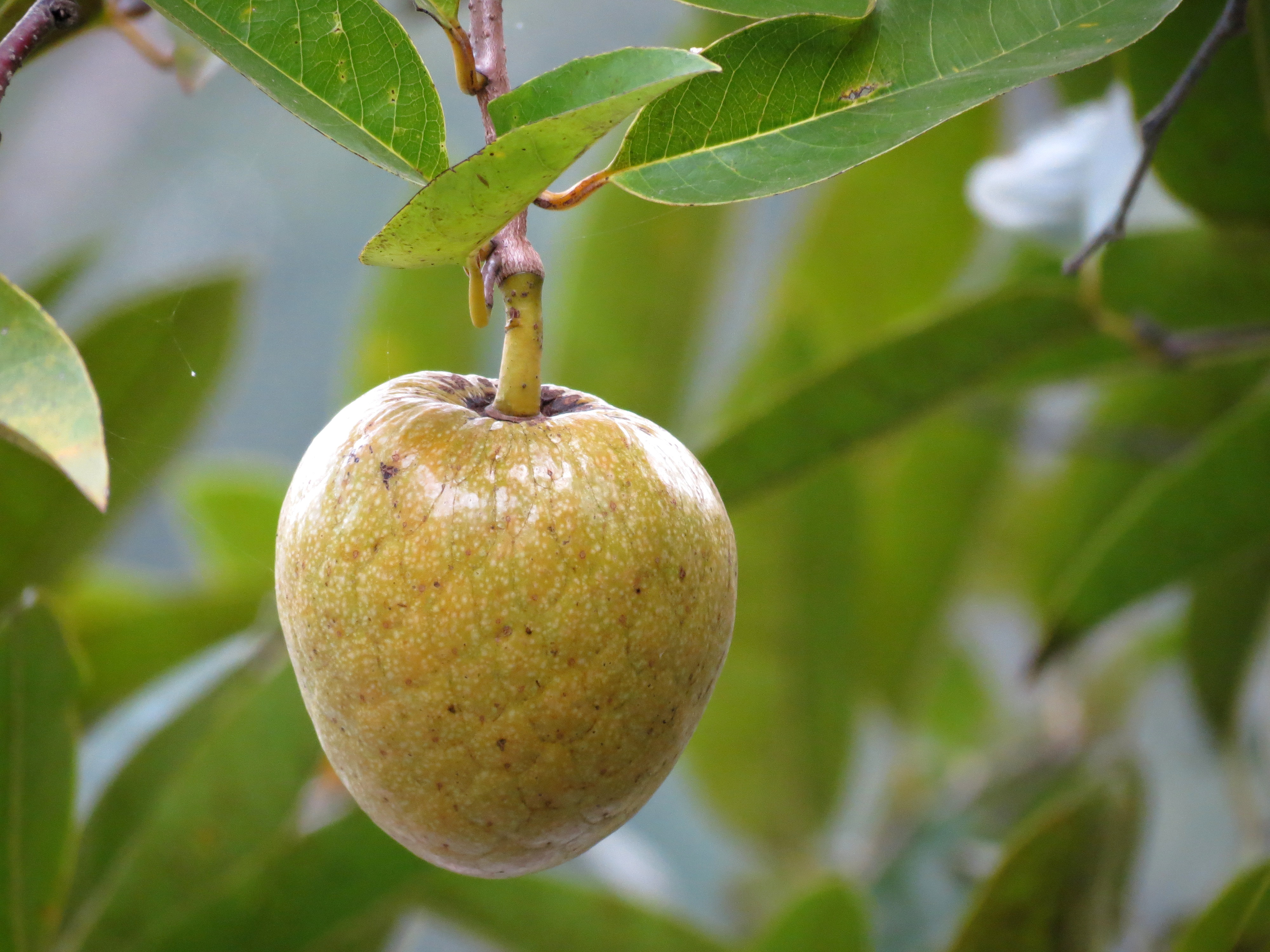
Owoc gatunku Annona reticulata

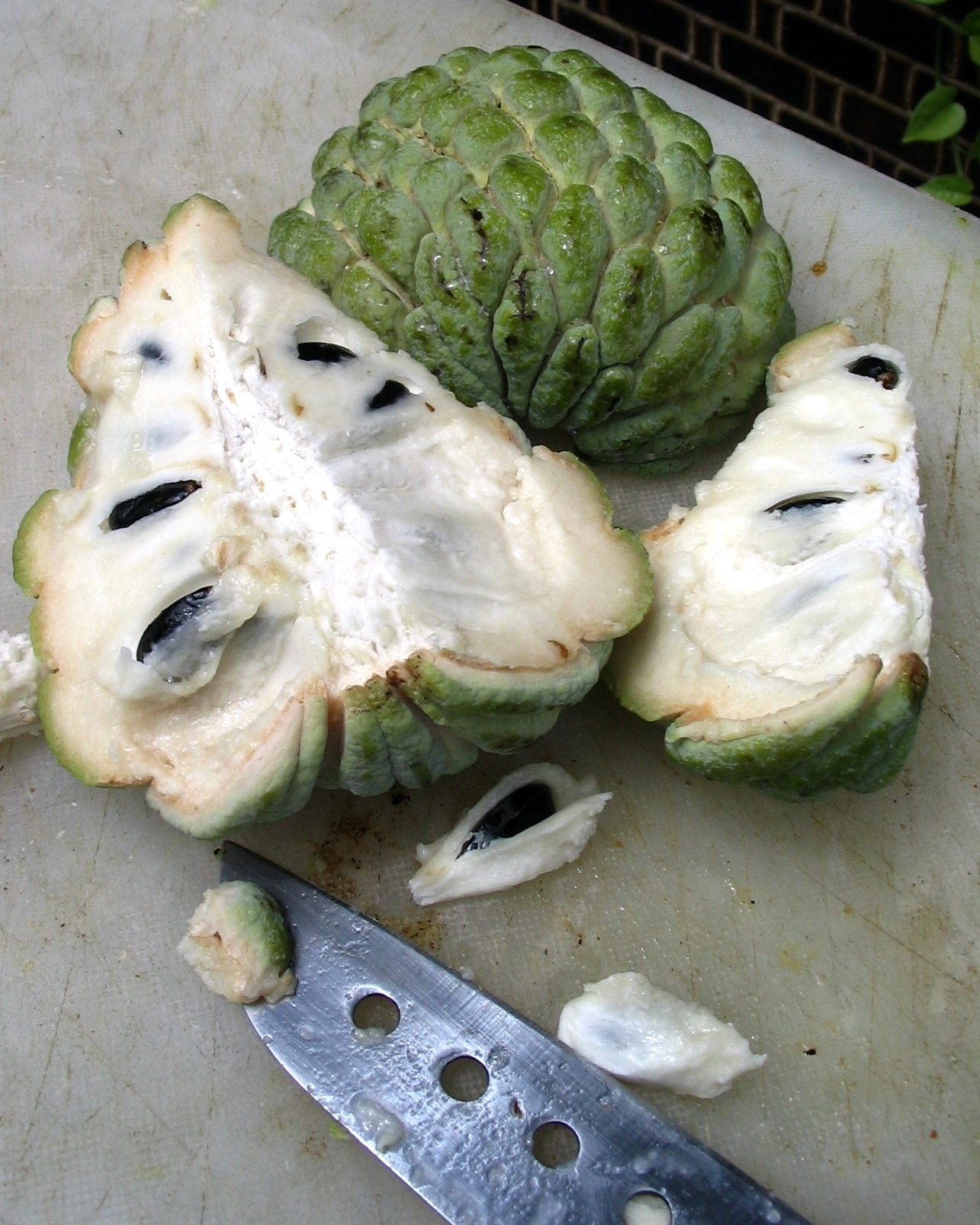
Owoc flaszowca łuskowatego (Annona squamosa)

Pozycja według APweb (aktualizowany system APG III z 2009)
Rodzaj wraz z całą rodziną flaszowcowatych w ramach rzędu magnoliowców wchodzi w skład jednej ze starszych linii rozwojowych okrytonasiennych określanych jako klad magnoliowych.
Pozycja w systemie Reveala (1993–1999)
Gromada okrytonasienne, podgromada Magnoliophytina, klasa Magnoliopsida, podklasa Magnoliidae, nadrząd Magnolianae, rząd flaszowcowce, rodzina flaszowcowate, podrodzina Annonoideae, plemię Annoneae
Lista gatunków
| - Annona acuminata Saff. - Annona acutiflora Mart. - Annona acutifolia Saff. ex R.E.Fr. - Annona amazonica R.E.Fr. - Annona ambotay Aubl. - Annona andicola (Maas & Westra) H.Rainer - Annona angustifolia Huber - Annona annonoides (R.E.Fr.) Maas & Westra - Annona asplundiana R.E.Fr. - Annona atabapensis Kunth - Annona aurantiaca Barb.Rodr. - Annona bahiensis (Maas & Westra) H.Rainer - Annona bicolor Urb. - Annona billbergii R.E.Fr. - Annona boliviana (R.E.Fr.) H.Rainer - Annona bullata A.Rich. - Annona burchellii R.E.Fr. - Annona cacans Warm. - Annona calcarata (R.E.Fr.) H.Rainer - Annona calophylla R.E.Fr. - Annona campestris R.E.Fr. - Annona cascarilloides Griseb. - Annona centrantha (R.E.Fr.) H.Rainer - Annona cercocarpa Saff. - Annona cherimola Mill. – flaszowiec peruwiański, cherymoja, jabłko budyniowe - Annona cordifolia (Szyszył.) Poepp. ex Maas & Westra - Annona coriacea Mart. - Annona cornifolia A.St.-Hil. - Annona crassiflora Mart. - Annona crassivenia Saff. - Annona cristalensis (Alain) Borhidi & Moncada - Annona crotonifolia Mart. - Annona cubensis R.E.Fr. - Annona cuspidata (Mart.) H.Rainer - Annona danforthii (Standl.) H.Rainer - Annona deceptrix (Westra) H.Rainer - Annona deminuta R.E.Fr. - Annona densicoma Mart. - Annona dioica A.St.-Hil. - Annona dolichopetala (R.E.Fr.) H.Rainer - Annona dolichophylla R.E.Fr. - Annona domingensis R.E.Fr. - Annona duckei Diels - Annona dumetorum R.E.Fr. - Annona echinata Dunal - Annona ecuadorensis R.E.Fr. - Annona edulis (Triana & Planch.) H.Rainer - Annona ekmanii R.E.Fr. - Annona elliptica R.E.Fr. - Annona emarginata (Schltdl.) H.Rainer - Annona excellens R.E.Fr. - Annona fendleri (R.E.Fr.) H.Rainer - Annona ferruginea (R.E.Fr.) H.Rainer - Annona foetida Mart. - Annona fosteri (Maas & Westra) H.Rainer - Annona frutescens R.E.Fr. - Annona gardneri R.E.Fr. - Annona gigantophylla (R.E.Fr.) R.E.Fr. - Annona glabra L. – jabłko aligatora, małpie jabłko - Annona glauca Schumach. & Thonn. - Annona glaucophylla R.E.Fr. - Annona globiflora Schltdl. - Annona glomerulifera (Maas & Westra) H.Rainer - Annona gracilis R.E.Fr. - Annona haematantha Miq. - Annona haitiensis R.E.Fr. - Annona havanensis R.E.Fr. - Annona hayesii Saff. - Annona helosioides (Maas & Westra) H.Rainer - Annona herzogii (R.E.Fr.) H.Rainer - Annona hispida (Maas & Westra) H.Rainer - Annona holosericea Saff. - Annona humilis Benth. - Annona hypoglauca Mart. - Annona hystricoides A.H.Gentry - Annona impressivenia Saff. ex R.E.Fr. - Annona inconformis Pittier - Annona insignis R.E.Fr. - Annona ionophylla Triana & Planch. - Annona iquitensis R.E.Fr. - Annona jahnii Saff. - Annona jamaicensis Sprague - Annona jucunda (Diels) H.Rainer - Annona leptopetala (R.E.Fr.) H.Rainer | - Annona liebmanniana Baill. - Annona longiflora S.Watson - Annona longipes Saff. - Annona macrocalyx R.E.Fr. - Annona macroprophyllata Donn.Sm. – flaszowiec różnolistny, ilama - Annona malmeana R.E.Fr. - Annona mammifera (Maas & Westra) H.Rainer - Annona manabiensis Saff. ex R.E.Fr. - Annona maritima (Záchia) H.Rainer - Annona membranacea R.E.Fr. - Annona micrantha Bertero ex Spreng. - Annona moaensis León & Alain - Annona montana Macfad. – flaszowiec górski - Annona monticola Mart. - Annona muricata L. – flaszowiec miękkociernisty, guanabana - Annona nanofruticosa Herzog - Annona neglecta R.E.Fr. - Annona neoamazonica H.Rainer - Annona neochrysocarpa H.Rainer - Annona neoecuadoarensis H.Rainer - Annona neoelliptica H.Rainer & Maas - Annona neoinsignis H.Rainer - Annona neolaurifolia H.Rainer - Annona neosalicifolia H.Rainer - Annona neosericea H.Rainer - Annona neoulei H.Rainer - Annona neovelutina H.Rainer - Annona nipensis Alain - Annona nitida Mart. - Annona nutans (R.E.Fr.) R.E.Fr. - Annona oblongifolia R.E.Fr. - Annona oligocarpa R.E.Fr. - Annona pachyantha (Maas & Westra) H.Rainer - Annona palmeri Saff. - Annona paludosa Aubl. - Annona papilionella (Diels) H.Rainer - Annona paraensis R.E.Fr. - Annona paraguayensis R.E.Fr. - Annona parviflora Ruiz & Pav. - Annona peduncularis Steud. - Annona phaeoclados Mart. - Annona pickelii (Diels) H.Rainer - Annona pittieri Donn.Sm. - Annona poeppigii (Mart.) Maas & Westra - Annona praetermissa Rendle - Annona prevostiae H.Rainer - Annona pruinosa Schatz - Annona punicifolia Triana & Planch. - Annona purpurea Moc. & Sessé ex Dunal – flaszowiec purpurowy, sonkoja - Annona rensoniana (Standl.) H.Rainer - Annona reticulata L. – flaszowiec siatkowaty - Annona rigida R.E.Fr. - Annona rosei Saff. - Annona rufinervis (Triana & Planch.) H.Rainer - Annona rugulosa (Schltdl.) H.Rainer - Annona saffordiana R.E.Fr. - Annona salicifolia Ekman & R.E.Fr. - Annona salzmannii A.DC. - Annona sanctae-crucis S.Moore - Annona scandens Diels ex Pilg. - Annona schunkei (Maas & Westra) H.Rainer - Annona scleroderma Saff. - Annona sclerophylla Saff. - Annona senegalensis Pers. - Annona sericea Dunal - Annona spinescens Mart. - Annona spraguei Saff. - Annona squamosa L. – flaszowiec łuskowaty, jabłko cukrowe - Annona stenophylla Engl. & Diels - Annona symphyocarpa Sandwith - Annona tenuiflora Mart. - Annona tenuipes R.E.Fr. - Annona tomentosa R.E.Fr. - Annona trinitensis Saff. - Annona ubatubensis (Maas & Westra) H.Rainer - Annona ulei R.E.Fr. - Annona urbaniana R.E.Fr. - Annona vepertonum Mart. - Annona volubilis Lundell - Annona warmingiana Mello-Silva & Pirani - Annona williamsii (Rusby ex R.E.Fr.) H.Rainer |

Mieszańce międzygatunkowe
- Annona × atemoya Mabb. – atemoya (mieszaniec A. squamosa × A. cherimola)[c]